# Rodrigo Plá
Rodrigo Plá, né le 9 juin 1968 à Montevideo, Uruguay, est un réalisateur uruguayo-mexicain. Il a remporté quatre prix ainsi que le Prix de la meilleure première œuvre à la 64e Mostra de Venise.

## Filmographie
- 1996 : Novia mía
- 2001 : El ojo en la nuca (es), court-métrage avec Gael García Bernal
- 2007 : La Zona, propriété privée (La zona)
- 2008 : Desierto adentro
- 2012 : La demora (Le retard)
- 2015 : Un monstre à mille têtes (Un monstruo de mil cabezas)
- 2021 : El otro Tom